# Condado de Koło
Nota linguística: Não confundir hrabstwo (condado) com powiat (divisão administrativa)..
Koło (polaco: powiat kolski) é um powiat (condado) da Polónia, na voivodia de Grande Polónia. A sede é a cidade de Koło. Estende-se por uma área de 1011,03 km², com 88 759 habitantes, segundo os censos de 2006, com uma densidade 87,79 hab/km².

## Demografia
População (dados de 30 de Junho de 2005):
|          | Total   | Total | Mulheres | Mulheres | Homens  | Homens |
| -------- | ------- | ----- | -------- | -------- | ------- | ------ |
|          | pessoas | %     | pessoas  | %        | pessoas | %      |
| Total    | 88 851  | 100   | 45 425   | 51,1     | 43 426  | 48,9   |
| Cidades  | 33 999  | 100   | 17 900   | 52,6     | 16 099  | 47,4   |
| Povoados | 54 852  | 100   | 27 525   | 50,2     | 27 327  | 49,8   |